# Andrzej Sypytkowski
Andrzej Sypytkowski (ur. 14 października 1963 w Korszach) – polski kolarz szosowy, wicemistrz olimpijski oraz wicemistrz świata.

## Życiorys

### Kariera sportowa
Karierę sportową rozpoczął w klubie LZS Agrokompleks Kętrzyn, następnie był zawodnikiem KS Zjednoczenie Olsztyn (do 1983), Gwardii Katowice (1984–1985) i Krupiński Suszec (1985–1994). Od 1994 jeździł w zawodowych grupach kolarskich Kelme (1994), Rotan Spiessens (1995), Mróz (1996–1999).
W latach 80. i 90. należał do czołowych polskich kolarzy szosowych. Jego największym sukcesem sportowym było zdobycie srebrnego medalu podczas igrzysk olimpijskich w Seulu w wyścigu drużynowym na 100 km (razem z Joachimem Halupczokiem, Zenonem Jaskułą i Markiem Leśniewskim). Polacy powtórzyli ten wynik na mistrzostwach świata w Chambéry rok później w tym samym składzie. Andrzej Sypytkowski startował także na igrzyskach olimpijskich w Barcelonie w 1992, gdzie zarówno w wyścigu indywidualnym, jak i drużynowym zajął 6. miejsce. W mistrzostwach świata wystąpił łącznie czterokrotnie wśród amatorów (MŚ w Villach (1987) – 7. miejsce w wyścigu drużynowym, MŚ w Chambéry (1989) – srebrny medal w wyścigu drużynowym, nie ukończył wyścigu indywidualnego, MŚ w Utsunomiya (1990) – 12. miejsce indywidualnie i 10. miejsce w drużynie, MŚ w Stuttgarcie (1991) – 10. miejsce indywidualnie i 4. miejsce w drużynie) oraz trzykrotnie w kategorii zawodowców w wyścigu indywidualnym (MŚ w Agrigento (1994) – 40. miejsce, MŚ w San Sebastián (1997) – 63. miejsce oraz MŚ w Valkenburgu (1998), gdzie nie ukończył rywalizacji).
W 1985 zdobył mistrzostwo Polski w wyścigu ze startu wspólnego. Ponadto zdobywał w mistrzostwach Polski czterokrotnie srebrny medal (1989 – wyścig drużynowy na 100 km w barwach Krupińskiego Suszec, 1991 – w jeździe parami (z Robertem Czopkiem), 1992 – w szosowym wyścigu indywidualnym, 1998 – w jeździe parami) i ośmiokrotnie brązowy (1988 – w wyścigu indywidualnym, 1989 – w wyścigu górskim i w jeździe parami (z Cezarym Zamaną), 1991 – w jeździe indywidualnej na czas i wyścigu górskim, 1993 – w wyścigu górskim, 1998 – w jeździe indywidualnej na czas, 1999 – w wyścigu indywidualnym)
Dziewięciokrotnie brał udział w Tour de Pologne, m.in. wygrywając etap w 1986 i klasyfikację górską w 1998, a także trzykrotnie, chociaż bez sukcesów w Wyścigu Pokoju (1990 – 41. miejsce, 1996 – 41. miejsce, 1997 – 43. miejsce). Wygrywał wyścigi kolarskie:  Małopolski Wyścig Górski (1987), Dookoła Mazowsza (1989), Bałtyk-Karkonosze Tour (1997), Szlakiem Grodów Piastowskich (1998), Tour of Japan (1999). W 1994 był 73. w Giro d’Italia.

### Po zakończeniu kariery sportowej
Po zakończeniu kariery sportowej był w latach 2000–2004 dyrektorem występującej pod różnymi nazwami grupy kolarskiej CCC Polsat Polkowice. M.in. prowadził tę grupę w historycznym występie w Giro d’Italia w 2003 (był to pierwszy występ polskiej grupy kolarskiej w wyścigu tej rangi). Pełnił też funkcję dyrektora wyścigu Szlakiem Walk Majora Hubala. Później zajął się prowadzeniem własnej działalności gospodarczej. W wyborach samorządowych w 2006 z listy Platformy Obywatelskiej uzyskał mandat radnego rady miasta w Końskich. W wyborach w 2010 bez powodzenia startował do sejmiku województwa świętokrzyskiego, ponownie z listy PO.
Z wykształcenia jest technikiem elektrykiem.

### Odznaczenia
Odznaczony m.in. Srebrnym Krzyżem Zasługi (1988) oraz Krzyżem Kawalerskim Orderu Odrodzenia Polski (2010).